# Indigofera humilis
Indigofera humilis är en ärtväxtart som beskrevs av Carl Sigismund Kunth. Indigofera humilis ingår i släktet indigosläktet, och familjen ärtväxter. Inga underarter finns listade i Catalogue of Life.